# ولاية قضائية خارج الحدود الإقليمية
الولاية القضائية خارج الحدود الإقليمية (بالإنجليزية:Extraterritorial jurisdiction واختصارًا: ETJ) هي الصلاحية القانونية للحكومة لممارسة السلطة خارج حدودها الطبيعية.
يمكن لأي سلطة أن تطالب بولاية قضائية على أي منطقة خارجية ترغب بها. ومع ذلك، لكي تكون  الأحَقّيّة سارية المفعول في الإقليم الخارجي (باستثناء ممارسة القوة)، يجب الاتفاق عليها إما مع السلطة القانونية في الإقليم الخارجي، أو مع سلطة قانونية تغطي كلا الإقليمين. في حال عدم كفاءة السلطة الأخرى، يشير مصطلح (إي تي جي ETJ) عادةً إلى الولاية القضائية المتفق عليها، أو يطلق عليها اسم «الولاية القضائية المزعومة خارج الحدود الإقليمية».
قد تشير هذه العبارة أيضًا إلى القوانين الخاصة ببلد ما المتجاوزة لحدوده، بمعنى أنها قد تخوِّل محاكم ذلك البلد بتطبيق الولاية القضائية على الأطراف الماثلين أمامها فيما يتعلق بالأفعال التي يُزعم أنهم متورطين فيها خارج ذلك البلد. لا يتوقف هذا على تعاون البلدان الأخرى، إذ أن الأشخاص المتأثرين هم داخل البلد المعني (أو على الأقل، ضمن قضية تشمل شخصًا يُحاكم غيابياً، فتنظر المحكمة في ذلك البلد بأمور القضية) . على سبيل المثال، تمتلك العديد من الدول قوانين تمنح محاكمها الجنائية ولاية قضائية لمحاكمة مرتكبي جرائم القرصنة والجرائم الجنسية ضد الأطفال وجرائم الكمبيوتر و/أو الإرهاب المرتكب خارج حدودها الوطنية. في بعض الأحيان لا تسري هذه القوانين إلا على مواطني ذلك البلد، وأحيانًا تُطبَّق على أي شخص.

## حالات استخدام الولاية القضائية

### البعثات الدبلوماسية
تخضع الحصانة الدبلوماسية للسفارات والقنصليات الأجنبية في البلدان المضيفة لاتفاقية فيينا للعلاقات الدبلوماسية واتفاقية فيينا للعلاقات القنصلية.

### القوات العسكرية
تسري اتفاقيات مركز القوات واتفاقيات القوات الزائرة في العديد من البلدان التي تسمح بموجبها للقوات الزائرة بممارسة الولاية القضائية على أفراد قواتها المتمركزة في البلد المضيف.

### القانون الجنائي
يمكن أن تكون الولاية القضائية الجنائية ذات طابع خارج للحدود الإقليمية في حالة:
- تأكيد دولة ما على ذلك إما بشكل عام أو في حالات محددة بموجب قانونها الداخلي.
- قيام سلطة فوق وطنية (مثل مجلس الأمن التابع للأمم المتحدة) بإنشاء محكمة دولية للتعامل مع قضية معينة (مثل جرائم الحرب في بلد معين)
- إنشاء محكمة دولية بموجب معاهدة للتعامل مع منطقة ولاية قضائية محددة.

تؤكد القوانين الجنائية لبعض البلدان على الولاية القضائية على الجرائم المرتكبة خارج البلد:
- في فرنسا، يؤكد قانون العقوبات على الولاية القضائية العامة على الجرائم التي يرتكبها مواطنو البلد أو المُرتَكبة ضدهم، بصرف النظر عن مكان وقوعها.[1]
- في اليابان، يحدد قانون العقوبات بعض الحالات ولوائح الجرائم التي تنطبق عليها الولاية القضائية.[2]

أدخلت العديد من الدول قوانينًا حيّز التنفيذ تتيح لمحاكمها مقاضاة مواطنيها إثر ارتكابهم جرائم كجرائم الحرب والإبادة الجماعية حتى عند ارتكابهم الجريمة خارج الحدود الإقليمية. بالإضافة إلى ذلك، جرى دمج نظام روما الأساسي للمحكمة الجنائية الدولية في القانون المحلي للعديد من البلدان ليتيح للمحكمة الجنائية الدولية ممارسة سلطتها القضائية داخل حدود تلك البلدان.

### العقوبات ضد الدول الأجنبية
قد تُفرض عقوبات اقتصادية ضد البلدان الأخرى إما بموجب القانون المحلي أو تحت سلطة مجلس الأمن التابع للأمم المتحدة، ويمكن أن تصل شدتها لاتخاذ تدابير ضد الأشخاص الأجانب العاملين خارج البلد المعني.
في عام 2017، انتقدت المستشارة الألمانية أنجيلا ميركل ورئيس الاتحاد الأوروبي جان كلود يونكر مشروع العقوبات الأمريكية الجديدة ضد روسيا التي استهدفت مشاريع الطاقة بين الاتحاد الأوروبي وروسيا. وصفت وزارة الخارجية الفرنسية العقوبات الأمريكية الجديدة بأنها غير قانونية بموجب القانون الدولي بسبب امتدادها خارج الحدود الإقليمية.

### قانون المنافسة
تلعب الولاية القضائية خارج الحدود الإقليمية دوراً هاماً في تنظيم الممارسات المخلّة بالمنافسة المتجاوزة للحدود الوطنية. في الولايات المتحدة، نشأت التأثيرات المتجاوزة للحدود الإقليمية في هذا المجال لأول مرة من شركة النفط القياسية في نيوجيرسي، الولايات المتحدة، حيث أُجبرت شركة أمبريال أويل الكندية على سحب استثماراتها من شركة ستنادرد أويل الأمريكية. يعود تاريخ الممارسة الحالية إلى شركة ألوكا، الولايات المتحدة، حيث طُرِحت نظرية الآثار التي سمحت بالولاية القضائية على الجناة الأجانب والسلوك الأجنبي، طالما أن الآثار الاقتصادية للسلوك المخل بالمنافسة يتم مواجهتها في السوق المحلية. طوِّرت نظرية الآثار تدريجياً في الولايات المتحدة الأمريكية ثم اتَّخذت أشكالًا مختلفة مقبولة في الولايات القضائية الأخرى. في الاتحاد الأوروبي، تُعرف باسم اختبار التنفيذ.
تواجه الولاية القضائية خارج الحدود الإقليمية قيودًا عديدة ضمن مجال مكافحة الاحتكار، مثل مشكلة الوصول إلى الأدلة الأجنبية، وصعوبات السلوك المعترض والمُخل بالمنافسة الناشئ عن تورط دولة أجنبية.

## التطبيق في بلدان معينة
دول الكومنولث
أُكِّدت صلاحية برلمانات دول الكومنولث عبر سنّ تشريعات خارج الحدود الإقليمية كما جاء في المادة الثالثة من تشريع وستمنستر 1931.
في أستراليا، سُمِح بالولاية القضائية خارج برلمانات الولايات بموجب المادة الثانية 2 من قانون أستراليا لعام 1986.

### كندا
يؤكد القانون الجنائي على تطبيق الولاية القضائية على الجرائم التالية خارج كندا:
- أي جريمة يعاقِب عليها القانون، خلال رحلة على متن طائرة كندية، أو في أي رحلة أخرى تنتهي في كندا.
- على متن أي طائرة أو في أي مطار في العالم، لتعريض مثل هذه المرافق للخطر.
- الجرائم المتعلقة بالممتلكات الثقافية التي تحميها اتفاقية لاهاي لحماية الممتلكات الثقافية في حالة النزاع المسلح، من قبل أي مواطن كندي، أو مقيم دائم، أو شخص عديم الجنسية مقيم في كندا.
- الجرائم المرتكبة ضد أو على متن سفينة كندية في المياه الدولية أو منصة بحرية تابعة للمنحدر القاري في كندا، أو الجرائم المرتكبة ضد/من قبل أي مواطن كندي على متن أي سفينة أو منصة بحرية، أو من قبل أي شخص تبيَّن وجوده في كندا بعد ارتكابه الجريمة
- الجرائم المرتكبة على متن سفينة أو طائرة كندية، المتعلقة بـ
- اختطاف رهائن
- الجرائم ضد الأشخاص المحميين دوليًا أو موظفي الأمم المتحدة
- تمويل الإرهاب
- على محطة الفضاء الدولية.
- الجرائم التي تنطوي على مواد نووية.
- الجرائم التي تنطوي على الإرهاب.
- نشاط إرهابي ضد المواطنين الكنديين أو البعثات الحكومية الكندية، أو المقصود منه إجبار الحكومة الكندية، أو أي حكومة إقليمية، على القيام بعمل معين أو عدم القيام به.
- المتعلقة بالجرائم الجنسية ضد الأطفال.

### المملكة المتحدة
بموجب المادة 72 من قانون الجرائم الجنسية لعام 2003، يمكن مقاضاة المواطنين البريطانيين لارتكابهم جرائم جنسية ضد الأطفال خارج البلاد. استُخدمت المادة 72 لإدانة المتحرش الجنسي بالأطفال، ريتشارد هاكل في 71 تهمة تتعلق بجرائم جنسية خطيرة ضد الأطفال في ماليزيا. حُكم على هاكل 22 عقوبة بالسجن المؤبد. رغم عدم الحفاظ على تعداد رسمي، يُعتقد أن سبعة أشخاص قد أدينوا بموجب المادة 72.
أكد قانون ختان الإناث لعام 2003 على الولاية القضائية خارج الحدود الإقليمية لإغلاق الثغرة التي يمكن بواسطتها نقل الفتيات خارج المملكة المتحدة للخضوع لإجراءات الختان.

### الولايات المتحدة
قانون البلدية والولاية
- في الولايات المتحدة، يوجد في العديد من الولايات قوانين أو حتى أحكام دستورية تسمح للمدن باتخاذ قرارات معينة تخص الأرض خارج حدود المدينة المدمجة.
- ألاسكا[17]
- أركنساس[18]
- كارولينا الشمالية[19]
- تكساس[20]
- في ولاية كاليفورنيا، تحدد لجان تشكيل الوكالات المحلية بالمقاطعة مناطق النفوذ التي قد تمارسها المدن على المناطق الخارج حدودها.

### القانون الفِدرالي
يؤكد القانون الجنائي الأمريكي البنود التالية التي تدخل في نطاق الولاية القضائية البحرية والإقليمية الخاصة للولايات المتحدة، والكثير منها يعتبر خارج الحدود الإقليمية:
- المياه الدولية وأي مناطق بحرية أخرى تقع ضمن نطاق قانون الأميرالية والولاية القضائية البحرية للولايات المتحدة وخارج الولاية القضائية لأي ولاية، متضمنةً أية سفن مملوكة لأشخاص أمريكيين يسافرون عليها.[21]
- أي سفينة أمريكية تسافر عبر البحيرات العظمى، أو المياه الواصلة أو نهر سانت لورانس (إذ يشكل هذا النهر جزءًا من الحدود بين كندا والولايات المتحدة)
- أي أراضي محجوزة أو مكتسبة لاستخدام الولايات المتحدة، وتحت الولاية القضائية الحصرية أو المتزامنة لها.
- أي جزيرة مُطالب بها بموجب قانون جزر غوانو.
- أي طائرة أمريكية تحلق فوق المياه بنفس سياق السفن الأمريكية.
- أي مركبة فضائية أمريكية أثناء الرحلة.
- أي مكان خارج الولاية القضائية لأي ولاية فيما يتعلق بجريمة مرتكبة من قبل أو ضد مواطن من الولايات المتحدة.[22]
- أي سفينة أجنبية خلال رحلة المغادرة أو الوصول بموعد محدد إلى الولايات المتحدة فيما يتعلق بجريمة مرتكبة من قبل أو ضد مواطن من الولايات المتحدة.
- الجرائم المرتكبة من قبل أو ضد أحد مواطني الولايات المتحدة في البعثات الدبلوماسية والقنصليات والبعثات العسكرية وغيرها، إلى جانب أماكن الإقامة المعنية، خارج الولايات المتحدة.
- القانون الدولي لجرائم اختطاف الأطفال من قبل الوالدين.